# Henning Christian Schmiterlöw
Henning Christian Schmiterlöw, född den 9 oktober 1754 i Dalhems socken, Kalmar län, död den 7 mars 1813 på Olstorp, Västra Ryds socken, Östergötlands län, var en svensk militär och vitterhetsidkare. Han var far till Mathilda Rappe och farfars far till Henning Schmiterlöw.

## Biografi
Schmiterlöw blev vid tretton års ålder livdrabant, erhöll 1793 överstelöjtnants rang och samma år avsked från livdrabantkåren, varefter han levde som jordbrukare på sin gård i Östergötland. Han erhöll 1812 landshövdings namn, heder och värdighet. Schmiterlöw är bekant som författare till bland annat några i Stockholmsposten och Gjörwells tidningar intagna tillfällighetsdikter. 